# Televerkets hus, Göteborg

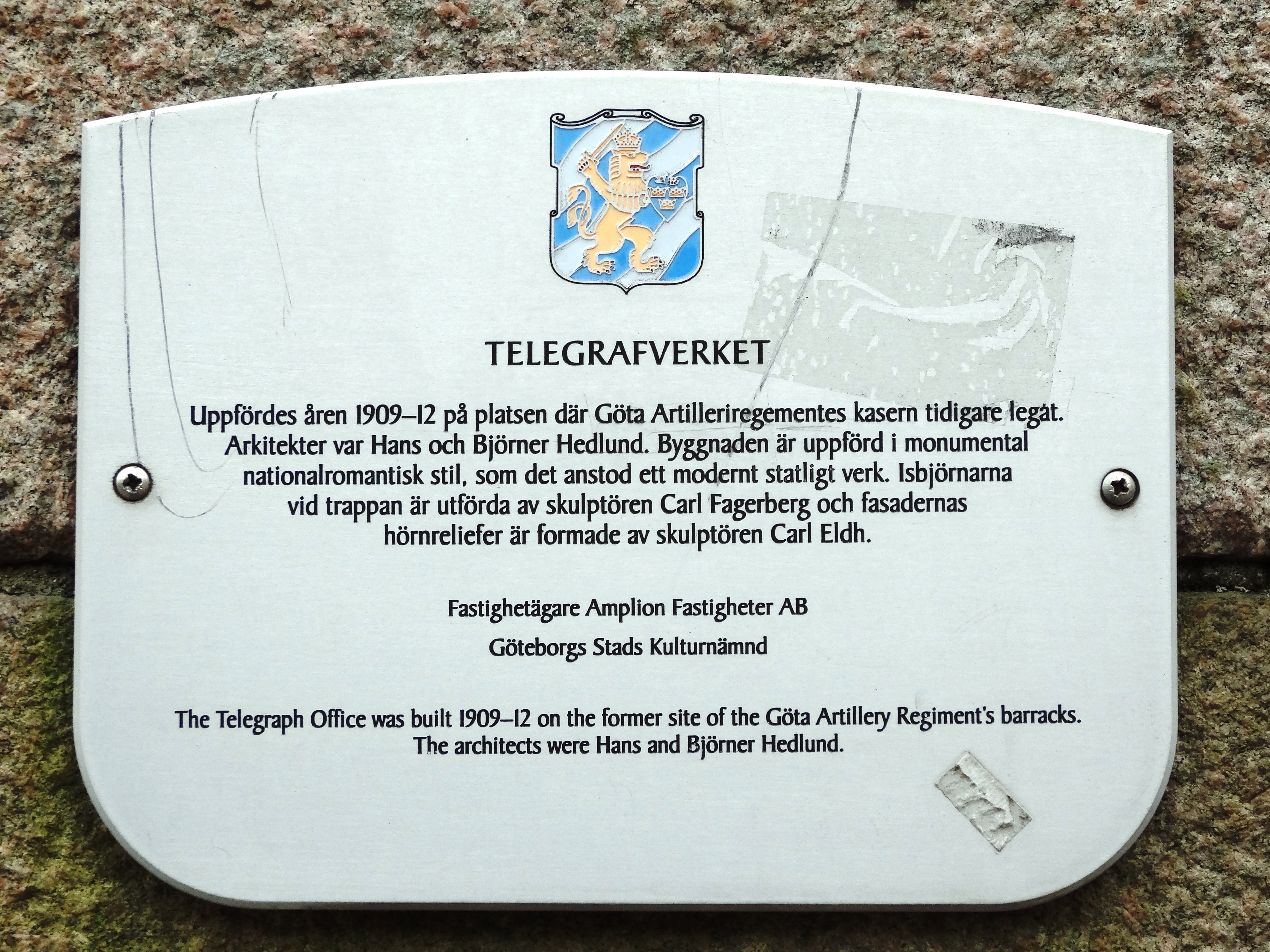
Informationsplakett uppsatt vid entrén. Plaketten sattes upp som en del av Göteborgs stads kulturnämnds "Projekt Husmärkning" åren 2000–2001 med drygt hundra skyltar på några av stadens utmärkta hus.

Televerkets hus är en byggnad som upptar hela kvarteret 36 Telegrafen i stadsdelen Inom Vallgraven i centrala Göteborg. Huset uppfördes 1909–12, och utvidgades därefter 1946 och 1955. Kvarteret avgränsas av Kungsgatan, Kaserntorget och Kaserngränden. 
Huvudentrén med trumman för den roterande dörren i koppar ligger i hörnet av Kungsgatan och Kaserntorget. Komplexet utgör en mycket karaktäristisk byggnad i området, med sina massiva murar av tegel och natursten. Huset är byggnadsminne sedan 1 juli 1993 enligt 3 kap. Kulturmiljölagen.

## Historia

### Kasernen
Området för kvarteret var på 1700-talet en stor öppen plats och kallades för Hästbacken (del av Kungsgatan) och Ekelundstorget (senare Kaserntorget). På platsen för det senare Televerkets hus lades grundstenen den 6 november 1793 till Borgerskapets kasern, uppfört av sten i två till tre våningar kring en gård för Stedingska regementet som flyttade in 1799. Byggnaden stod helt klar den 1 oktober 1799 efter ritningar av Carl Wilhelm Carlberg och hade då kostat 171 350 riksdaler. År 1801 lades emellertid regementet ner och dess kvarvarande manskap samt själva kasernan överläts på Kungliga Göta artilleriregemente.
Vid storbranden 1804 eldhärjades trähusen kring dåvarande Ekelundstorget, som i sin tur spred elden till "stadens kostsamma kasern". Kasernen klarade sig dock hyggligt, men efter branden beslöts att Ekelundstorget skulle utvidgas och ändra namn till Kaserntorget. Kasernen revs därefter, sten för sten, för att kunna återanvändas.
Efter att regementet den 1 oktober 1895 flyttat till de då nyuppförda Kvibergs kaserner, såldes fastighet och byggnad till Kongl. Telegrafverket, som då höll till på adressen Västra Hamngatan 15 sedan 1892 och blivit trångbott.
Mot Kungsgatan finns det en minnestavla, där det står: "Kungl. Göta Artilleriregemente hade på denna tomt sin kasern 1801–1895 – Kamratföreningen hugfäste minnet 1942".

### Telegrafhuset

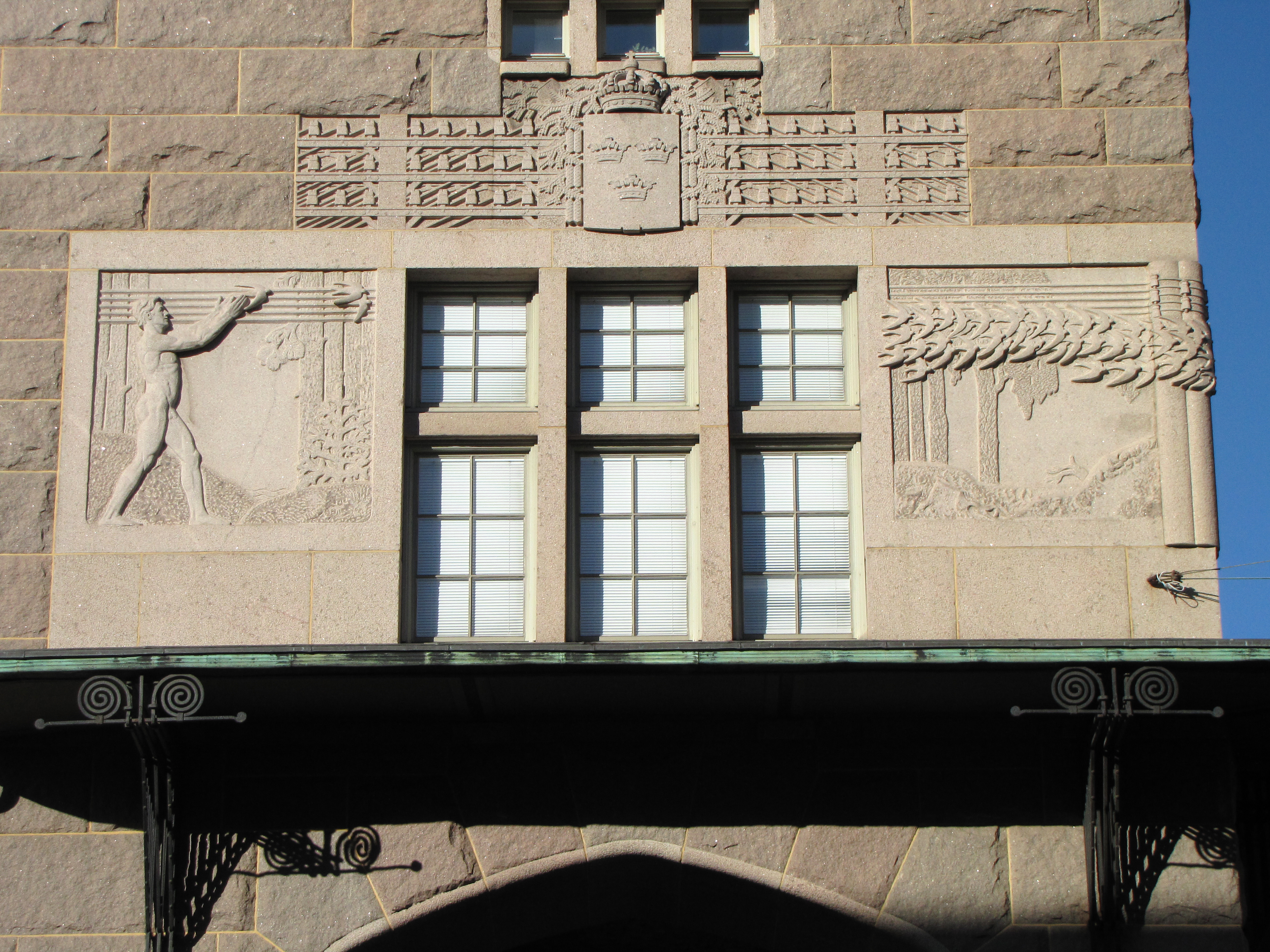
Carl Eldhs friser ovanför huvudentrén.

Televerkets hus i fem våningar uppfördes i jugendstil 1909–1912 efter ritningar av arkitekt Hans Hedlund och invigdes den 13 maj 1913. Byggnadsfirman F O Peterson & Söner var huvudentreprenör. Telegrafstationen flyttade dock in redan 1912 och stängdes den 31 januari 1986. Huset upptog inte hela kvarteret från början, utan några kasernbyggnader fanns kvar i den södra delen, som slöts först vid en tillbyggnad 1946. Fasaden är mot Kungsgatan och Kaserntorget i råhuggen granit och rött tegel, och mot Kaserngränden i rött tegel med enkel mönstermurning och arkad. Från den rivna kasernen hade några äldre barockportar tillvaratagits, som fick pryda fasaden mot Otterhällan. Telefonisalen mäter 16x44 meter och som större interiör anses den vara en av jugendepokens bäst bevarade. Ovanför huvudentrén, i fasaden, hittas friser i sten av Carl Eldh. Två björnar av skulptören Carl Fagerberg - inhuggna i trappans sidor hör till den konstnärliga utsmyckningen samt hundhuvuden på den kraftiga hörnpelaren. En tillbyggnad mot Kaserngränd gjordes 1946 och ytterligare en tillbyggnad gjordes 1955 då merparten av gården togs i anspråk, arkitekt Björner Hedlund. Den södra flygeln byggdes på 1963. Efter originalritningar renoverades vissa publika delar år 1990. År 2004 byggdes Stora och Lilla Rikssalen om från kontor till träningsanläggning.
Byggnaden har arkitektoniskt, klara paralleller med Lars Soncks byggnad för Telefonföreningen i Helsingfors och det Dicksonska folkbibliotekets byggnad vid Södra Allégatan 4 i Göteborg (arkitekt Hans Hedlund). Hedlund blev känd för sitt stora intresse för materialprovning och materialval. Arbetsbeskrivningen för Telegrafverkets byggnad föreskrev bland annat specifikationer för hur natursten, fasadsten, puts och plattor skulle vara beskaffade. Graniten skulle vara rödgrå, inte grönaktig och teglet skulle helst vara "Helsingborgs ångtegelbruks handslagna fasadtegel enligt framlagdt prof." Fasadfälten skulle putsas med "terra nova" puts. "prima Portlandcement af välkändt fabrikat" fick endast användas för cement- och betongarbeten och måste ha ett godkännande från "Mäterialprofningsanstalten vid Chalmersska institutet".

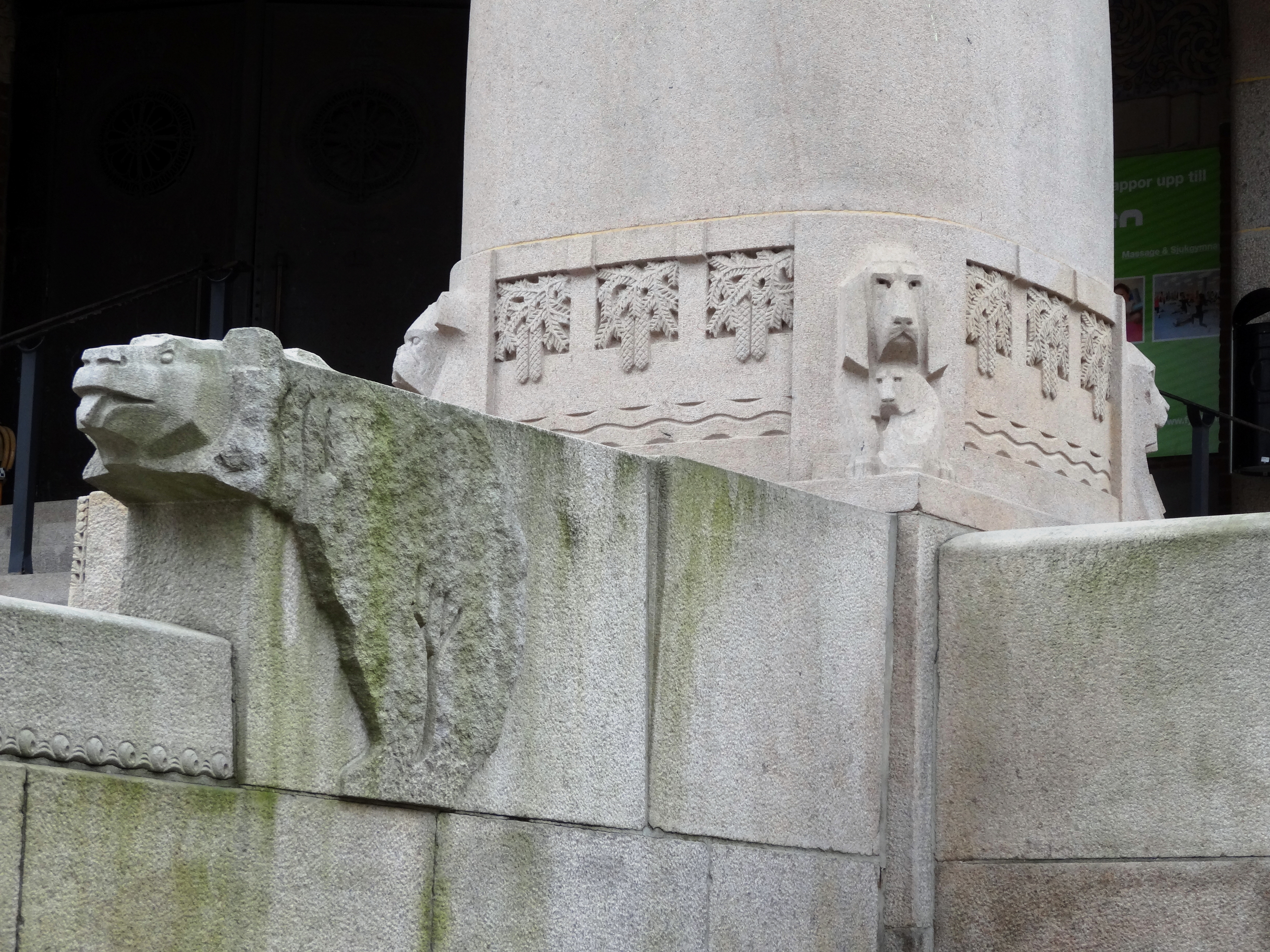
Utsmyckningen vid huvudentrén.

Telegrafverkets manuella avdelning var helt inflyttad 1923, och som mest arbetade här 1 000 telefonister, dygnet runt. I den så kallade "Stora salen" fanns bland andra riksexpeditioner, lokalexpeditioner, namnanropsexpedition, centralbeställning och expedition för ankommande närtrafik. Det fanns ett rörpostsystem mellan riksexpeditioner och centralbeställning för distribution av skrivna beställningblanketter. I den "Lilla salen" fanns expeditioner för telefonvakt, hänvisningsbesked, vakansbesked, nummerbyrå och nummerregister. Ursprungsverksamheten började avvecklas i slutet av 1990-talet.
En portal som riksantikvarien har inskriven som kulturminnesmärkt revs  i maj 1956. Det var från den gamla artillerikasernen. Då Televerket övertagit den centrala tomten för sina anläggningar, byggdes portalen in i den garagelänga av trä som fanns vid Kaserngränden. Åren 1945–1948 kom tillbyggnaden mot Kaserngränd och trottoaren förvandlades till en arkad över vilken huset sköt ut och den gamla portalen flyttades in på gården där den fick tjänstgöra som infartsport till garaget. År 1956 blev halva gården tomt för ett fyrvåningshus och portalen blev lagd på lager i avvaktan på en framtida möjlighet att bli hopmurad igen.